# Liste des cavités naturelles les plus longues de Tarn-et-Garonne
La liste des cavités naturelles les plus longues de  Tarn-et-Garonne recense, sous forme de tableau(x), les cavités souterraines naturelles connues dans ce département français, dont le développement est supérieur ou égal à deux cents mètres.
La communauté spéléologique considère qu'une cavité souterraine naturelle n'existe vraiment qu'à partir du moment où elle est « inventée » c'est-à-dire découverte (ou redécouverte), inventoriée, topographiée et publiée. Bien sûr, la réalité physique d'une cavité naturelle est la plupart du temps bien antérieure à sa découverte par l'homme ; cependant tant qu'elle n'est pas explorée, mesurée et révélée, la cavité naturelle n'appartient pas au domaine de la connaissance partagée.
La liste spéléométrique des 27 plus longues cavités naturelles de  Tarn-et-Garonne (≥ deux cents mètres) est actualisée à fin décembre 2019.
La plus longue cavité souterraine naturelle répertoriée dans le département de  Tarn-et-Garonne est « la grotte de la Dame Blanche », sur la commune de Saint-Antonin-Noble-Val (cf. ligne 1 du tableau ci-dessous).
| \| Histogramme de la répartition des plus longues cavités naturelles de Tarn-et-Garonne par classe de développement -- Les 27 cavités citées fin 2019 sont réparties en 4 classes de développement -- \| \| \| \| \| \| \| \| \| \| \| \| \| \| \| classe I >= 5 000 m 2 cavité[s] \| classe II >= 2 000 m et < 5 000 m 4 cavités \| classe III >= 1 500 m et < 2 000 m 0 cavités \| classe IV >= 200 m et < 1 500 m 21 cavités \| \| |                                 |                                             |                                              |                                            |  |
| Le graphique qui aurait dû être présenté ici ne peut pas être affiché car il utilise l'ancienne extension Graph, désactivée pour des questions de sécurité. Des indications pour créer un nouveau graphique avec la nouvelle extension Chart sont disponibles ici . |                                 |                                             |                                              |                                            |  |
| Histogramme de la répartition des plus longues cavités naturelles de Tarn-et-Garonne par classe de développement -- Les 27 cavités citées fin 2019 sont réparties en 4 classes de développement -- |                                 |                                             |                                              |                                            |  |
| |                                 |                                             |                                              |                                            |  |
| | classe I >= 5 000 m 2 cavité[s] | classe II >= 2 000 m et < 5 000 m 4 cavités | classe III >= 1 500 m et < 2 000 m 0 cavités | classe IV >= 200 m et < 1 500 m 21 cavités |  |

## Cavités de Tarn-et-Garonne (France) de développement supérieur à5 000 mètres
2 cavités sont recensées dans cette « classe I » au 31 décembre 2019.
| Réf. | Cavité (autres noms)                         | Commune                 | Massif ou zone   | Coordonnées (WGS 84)        | Développe. (mètres) | Dénivel. (mètres) | Sources ou références          | Mise à jour |
| ---- | -------------------------------------------- | ----------------------- | ---------------- | --------------------------- | ------------------- | ----------------- | ------------------------------ | ----------- |
| 1    | Igue des Rameaux - grotte de la Dame Blanche | Saint-Antonin-Noble-Val | Causse de Caylus | 44° 08′ 51″ N, 1° 42′ 27″ E | +006 000, m         | +0105, m          | SpéléOc no 109 & Grottocenter  | 2006-00     |
| 2    | Aven Toura                                   | Saint-Antonin-Noble-Val | Causse de Caylus | 44° 08′ 56″ N, 1° 41′ 06″ E | +005 971, m         | +0159, m          | plongeesout.com & Grottocenter | 2000-00     |

## Cavités de Tarn-et-Garonne (France) de développement compris entre2 000 mètreset4 999 mètres
4 cavités sont recensées dans cette « classe II » au 31 décembre 2019.
| Réf. | Cavité (autres noms)                                 | Commune                 | Massif ou zone   | Coordonnées (WGS 84)        | Développe. (mètres) | Dénivel. (mètres) | Sources ou références            | Mise à jour |
| ---- | ---------------------------------------------------- | ----------------------- | ---------------- | --------------------------- | ------------------- | ----------------- | -------------------------------- | ----------- |
| 3    | Grotte de la Vipère                                  | Saint-Antonin-Noble-Val |                  | 44° 08′ 51″ N, 1° 43′ 57″ E | +002 800, m         | +0040, m          | plongeesout.com & Spelunca n°110 | 2008-00     |
| 4    | Source de Touryès                                    | Cazals                  | Causse de Caylus | 44° 07′ 45″ N, 1° 42′ 24″ E | +002 465, m         | +0087, m          | plongeesout.org                  | 2011-07     |
| 5    | Igue du Mas de Bénac                                 | Puylagarde              | Terrefort        | 44° 17′ 39″ N, 1° 51′ 20″ E | +002 150, m         | +0000, m          | Spéléométrie de la France        | 2000-00     |
| 6    | Perte de l'Igue de Pers - exsurgence de la Barthasse | Saint-Projet            | Causse de Caylus | 44° 17′ 38″ N, 1° 47′ 44″ E | +002 045, m         | +0055, m          | Spéléo magazine n°72             | 2010-12     |

## Cavités de Tarn-et-Garonne (France) de développement compris entre1 500 mètreset1 999 mètres
Aucune cavité n'est recensée dans cette « classe III » au 31 décembre 2019.

## Cavités de Tarn-et-Garonne (France) de développement compris entre200 mètreset1 499 mètres
21 cavités sont recensées dans cette « classe IV » au 31 décembre 2019.
| Réf. | Cavité (autres noms)          | Commune                 | Massif ou zone   | Coordonnées (WGS 84)        | Développe. (mètres) | Dénivel. (mètres) | Sources ou références                    | Mise à jour |
| ---- | ----------------------------- | ----------------------- | ---------------- | --------------------------- | ------------------- | ----------------- | ---------------------------------------- | ----------- |
| 7    | Gourp de Féneyrols            | Féneyrols               |                  | 44° 07′ 43″ N, 1° 49′ 18″ E | +001 400, m         | +0031, m          | plongeesout.org                          | 2008-00     |
| 8    | Perte de Lombard              | Puylagarde              | Terrefort        | 44° 19′ 38″ N, 1° 50′ 43″ E | +001 200, m         | +0000, m          | Spéléométrie de la France                | 2000-00     |
| 9    | Grotte du Capucin             | Saint-Antonin-Noble-Val | Causse de Caylus | 44° 09′ 04″ N, 1° 43′ 04″ E | +001 100, m         | +0060, m          | Spéléométrie de la France                | 2000-00     |
| 10   | Perte de Regourd              | Saint-Projet            |                  | 44° 17′ 47″ N, 1° 48′ 08″ E | +001 010, m         | +0000, m          | Spéléométrie de la France                | 2000-00     |
| 11   | Grotte de Livron              | Caylus                  | Causse de Caylus |                             | +000800, m          | +0000, m          | Spéléométrie de la France                | 2000-00     |
| 12   | Grotte des Barthasses         | Bruniquel               |                  | 44° 02′ 44″ N, 1° 41′ 51″ E | +000700, m          | +0000, m          | Grottocenter                             | 2000-00     |
| 13   | Perte de Bonnéfé              | Saint-Antonin-Noble-Val |                  | 44° 10′ 37″ N, 1° 49′ 55″ E | +000700, m          | +0000, m          | Spéléométrie de la France                | 2000-00     |
| 14   | Grotte de l'Ifernet           | Parisot                 | Terrefort        | 44° 14′ 42″ N, 1° 51′ 30″ E | +000700, m          | +0000, m          | Grottocenter                             | 2000-00     |
| 15   | Grottes de Saint-Géry         | Loze                    | Causse de Caylus | 44° 17′ 39″ N, 1° 47′ 34″ E | +000700, m          | +0000, m          | Spéléométrie de la France                | 2000-00     |
| 16   | Grotte de Mayrière inférieure | Bruniquel               |                  | 44° 02′ 23″ N, 1° 40′ 48″ E | +000670, m          | +0000, m          | Spéléométrie de la France                | 2000-00     |
| 17   | Grotte du Pech de la Téoule   | Saint-Antonin-Noble-Val |                  |                             | +000600, m          | +0000, m          | Spéléométrie de la France                | 2000-00     |
| 18   | Grotte de Bruniquel           | Bruniquel               |                  | 44° 03′ 43″ N, 1° 40′ 34″ E | +000500, m          | +0000, m          | SSA de Caussade                          | 2000-00     |
| 19   | Grotte de Poulso Guerro       | Saint-Antonin-Noble-Val |                  | 44° 08′ 52″ N, 1° 44′ 26″ E | +000415, m          | +0000, m          | Spéléométrie de la France                | 2000-00     |
| 20   | Grotte de Bès de Quercy       | Saint-Antonin-Noble-Val | Causse de Caylus | 44° 11′ 21″ N, 1° 44′ 05″ E | +000400, m          | +0000, m          | Spéléométrie de la France                | 2000-00     |
| 21   | Grotte de la Gourgue          | Saint-Antonin-Noble-Val | Causse de Caylus | 44° 11′ 28″ N, 1° 44′ 24″ E | +000400, m          | +0000, m          | Spéléométrie de la France & Grottocenter | 2000-00     |
| 22   | Exsurgence de la Mangrove     | Saint-Antonin-Noble-Val | Causse de Caylus | 44° 09′ 20″ N, 1° 43′ 12″ E | +000380, m          | +0000, m          | Grottocenter                             | 2000-00     |
| 23   | Grotte de Mayrière supérieure | Bruniquel               |                  | 44° 02′ 24″ N, 1° 40′ 56″ E | +000360, m          | +0000, m          | Grottocenter                             | 2000-00     |
| 24   | Igue du Cordonnier            | Saint-Antonin-Noble-Val | Causse de Caylus | 44° 08′ 14″ N, 1° 46′ 52″ E | +000357, m          | +0064, m          | Spelunca n°75                            | 2000-00     |
| 25   | Perte de Loygue               | Puylagarde              | Terrefort        | 44° 19′ 14″ N, 1° 50′ 52″ E | +000310, m          | +0000, m          | Grottocenter                             | 2000-00     |
| 26   | Grotte de Bernadou            | Cazals                  | Causse de Caylus | 44° 07′ 15″ N, 1° 42′ 25″ E | +000255, m          | +0000, m          | Grottocenter                             | 2000-00     |
| 27   | Grotte du Bosc                | Saint-Antonin-Noble-Val |                  | 44° 10′ 07″ N, 1° 46′ 54″ E | +000210, m          | +0000, m          | Spéléométrie de la France                | 2000-00     |